# Lupus van Ferrières
Lupus de Ferrières (ook wel Servatus Lupus of Lupus Servatus) (ca. 805 - ca. 862) was een Karolingische Benedictijnse abt van Ferrières, een lid van de hofhouding van Karel de Kale en een opmerkelijk theologisch auteur, die leefde in de negende eeuw na Christus.
Hij wordt soms beschouwd als de eerste humanist van de Vroege Middeleeuwen, dit vanwege de kwaliteit van zijn literaire stijl, zijn liefde voor het leren, en zijn werk als auteur en tekstcriticus.

## Afkomst en jeugd
Lupus werd geboren in een invloedrijke familie in het aartsbisdom Sens. Veel van zijn familieleden bekleedden invloedrijke posities in de kerk of aan het hof. Zijn vader was Beiers en zijn moeder Frankisch. Hij nam de bijnaam, Servatus aan ter gedachtenis aan een miraculeuze ontsnapping aan de dood hetzij in de vorm van een ernstige ziekte of mogelijk ook een gevaarlijk moment op  het slagveld  Hij begon zijn opleiding aan de abdij van Sint Peter en Paul in Ferrières-en-Gâtinais onder Sint Alderik, op dat moment de abt van dit klooster. Hier werd hij onderwezen in de trivium en het quadrivium.

## Voetnoten
1. ↑  Rodgers 1987, blz. 191
2. ↑  Graipey 1967, blz. 22

- Bibsys: 1535375968031
- Biblioteca Nacional de España: XX1349216
- Bibliothèque nationale de France: cb11930060b (data)
- Catàleg d'autoritats de noms i títols de Catalunya: 981058519490706706
- CiNii: DA00787146
- Gemeinsame Normdatei: 118729748
- International Standard Name Identifier: 0000 0001 2117 8658
- Library of Congress Control Number: n85070605
- Nationale Bibliotheek van Tsjechië: kup19980000026902
- Nationale bibliotheek van Australië: 35793109
- Nationale Bibliotheek van Israël: 987007264883205171
- Nederlandse Thesaurus van Auteursnamen: 070866554
- Réseau des bibliothèques de Suisse occidentale: 02-A003536981
- Istituto Centrale per il Catalogo Unico: MILV088304
- LIBRIS: 205170
- Système universitaire de documentation: 027208648
- Trove: 1090176
- Virtual International Authority File: 2478602
- WorldCat: E39PCjGJbHCXTWHqHPbCW7k8P3